# 科斯泰什蒂 (摩爾多瓦)
科斯泰什蒂（羅馬尼亞語：Costeşti，羅馬尼亞語發音：[kosˈteʃtʲ]）是摩爾多瓦的城鎮，位於該國北部，毗鄰與羅馬尼亞接壤的邊境，由勒什卡尼區負責管轄，面積0.85平方公里，鎮上有水力發電站，2012年人口4,400。